# Joseph Marie de Boufflers
Pour les articles homonymes, voir Boufflers.
Pour les autres membres de la famille, voir Famille de Boufflers.
Joseph Marie, duc de Boufflers, né le 22 mai 1706, mort à Gênes le 2 juillet 1747, est un militaire français.

## Biographie
Joseph Marie de Boufflers est, à la suite de son père, le deuxième duc de Boufflers et pair de France. Non loin de Beauvais, il possède le duché de Boufflers, terre nommée aujourd'hui Crillon.
Il est le fils de Louis François de Boufflers, 1er duc de Boufflers, maréchal de France, et de Catherine Charlotte de Gramont.
Il est lieutenant général des armées du Roi, gouverneur des Flandres et du Hainaut, gouverneur et souverain bailli des ville, citadelle et châtellenie de Lille, gouverneur et grand bailli de Beauvais, lieutenant de Roi du Beauvaisis.
Le 15 septembre 1721, il épouse Madeleine Angélique Neufville de Villeroy, fille de Louis Nicolas de Neufville, 3e duc de Villeroy, pair de France, et de Marguerite Le Tellier de Louvois. Veuve, elle se remariera au maréchal duc de Luxembourg.
Tous deux ont :
- Charles Joseph de Boufflers, 3e et dernier duc de Boufflers, marié en 1747 avec Marie Anne Philippine Thérèse de Montmorency, dont Amélie de Boufflers ;
- Josèphe Eulalie de Boufflers, sans alliance.

Nattier réalisa le portrait de Joseph Marie de Boufflers, alors qu'il était gouverneur et lieutenant général des provinces de Flandre et du Hainaut. Cette œuvre, sur laquelle il arbore l'écharpe bleue de l'ordre du Saint-Esprit est conservée dans les collections du Musée des Beaux-Arts de Valenciennes.
Boufflers prit en mai 1747 le commandement de Gênes, où il devait décéder de la petite vérole quelques mois plus tard, âgé de 41 ans.

## Pour approfondir

### Pages connexes
- Famille de Boufflers
- Famille de Neufville de Villeroy
- Crillon (Oise)